# Neosalanx reganius
Neosalanx regani é uma espécie de peixe da família Salangidae.
É endémica de Japão.